# Hugo Chumbita
Hugo Horacio Chumbita, conocido como Hugo Chumbita (Santa Rosa, La Pampa, 1940), es un historiador, abogado, periodista y docente universitario argentino. 
Graduado en la Escuela Normal de Santa Rosa, trabajó como maestro rural y participó en la agrupación cultural que publicó la revista Huerquén. 
En Buenos Aires fue uno de los fundadores de la Juventud Universitaria Peronista, que editó la revista 4161, y se graduó de abogado en la UBA. Fue asesor de sindicatos y miembro del Cuerpo de Abogados de la CGT de los Argentinos. Sus primeros ensayos historiográficos aparecieron en la revista Todo es Historia, uno de ellos sobre el legendario bandolero Bairoletto.

## Trayectoria
Durante el tercer gobierno de Perón (1973-1974) fue Secretario Académico de la Universidad Nacional de La Pampa, director organizador del Instituto de Estudios Regionales y profesor de Historia Económica y Social Argentina y Latinoamericana. Fue detenido durante el gobierno de Isabel Perón a fines de 1975 junto con otros profesores y estuvo encarcelado hasta 1978.
Exiliado en España, se doctoró en Derecho en la Universidad de Barcelona con una tesis sobre el derecho de asilo, codirigió la revista Testimonio Latinoamericano y fue becario del Centro de Estudios Constitucionales de Madrid.

De vuelta en el país, organizó y dirigió el Instituto de capacitación política y sindical del gremio telefónico FOETRA, fue director de la revista El Despertador e integró el Consejo de Redacción de la revista Unidos.  
Fue profesor de Derecho Público en la UBA, investigador del Instituto Nacional de la Administración Pública, secretario de Investigaciones y profesor de Derecho Político e Historia Americana en el Departamento de Derecho y Ciencia Política de la Universidad de La Matanza. 
Colaborador en diversos medios periodísticos, productor y conductor de programas en Radio Nacional y otras emisoras, también dirigió filmes documentales basados en sus obras.
Miembro del Instituto Nacional de Revisionismo Histórico Argentino e Iberoamericano Manuel Dorrego,  es profesor de Historia Regional Argentina y Director del Instituto de Investigación de Folklore y Artes Populares en la Universidad Nacional de las Artes (UNA).
Algunos de sus trabajos más difundidos tratan el fenómeno del bandolerismo social en relación con la teorización de Eric Hobsbawm, y plantean la tesis del origen mestizo de San Martín, Yrigoyen, Perón y otros personajes, como una clave de interpretación histórica de los movimientos populares argentinos.

## Premios
- 1° Premio de Ensayo "Eduardo Mallea" del Gobierno de la Ciudad de Buenos Aires, 1999.[16]
- Premio a la Cultura "Arturo Jauretche" del Instituto Superior "Dr Arturo Jauretche", Buenos Aires, 2014.[17]
- Mención de honor "Senador D. F. Sarmiento, por aportes a la cultura nacional", Senado de la Nación. Buenos Aires, noviembre de 2016.
- Declarado "Personalidad destacada de la cultura", Legislatura de la Ciudad de Buenos Aires, diciembre de 2017.
- Premio a la "Trayectoria en el ámbito de las ciencias, las artes y los derechos humanos", Universidad Nacional de Lanús, octubre de 2018.